# Aflangbladet vandaks
Aflangbladet Vandaks (Potamogeton polygonifolius) er en vandplante, som vokser rodfæstet i dynd- eller tørvebunden i lavvandede eller udtørrende vandhuller. Aflangbladet Vandaks har læderagtige, tykke blade med en 3-15 cm lang bladstilk.

## Beskrivelse
Aflangbladet Vandaks er en flerårig urt med lysegrønne stængler, som bærer spredte, 2-24 mm brede blade, der er ovale, elliptiske eller aflange med hel rand og en 3-15 cm lang bladstilk. Oversiden er lysegrøn og læderagtig, mens undersiden er rustbrun. Undervandsbladene er smalt lancetformede, lysegrønne, gennemskinnelige og stilkede.
Blomstringen sker i juni-august. Blomsterne er bittesmå og sidder i tætte, oprette aks, som hæves fri af vandet. Frøene modner godt og spirer villigt under de rette forhold.
Planten har en krybende jordstængel, som bærer de overjordiske dele, men også de forholdsvist få rødder.
Højde x bredde og årlig tilvækst: 0,40 × 2 m (40 × 40 cm/år).

## Voksested
Planten hører hjemme i lavvandede vandhuller eller grøfter med næringsfattigt vand. Den er temmelig almindelig i Nord-, Midt- og Vestjylland, men meget sjælden i resten af landet. Den er i øvrigt almindelig i Vesteuropa generelt, inklusive de Britiske Øer. Her optræder den i Pilledrager-samfundet (Pilularietum globuliferae) sammen med bl.a. Vandnavle, Liden Siv og Pilledrager.